# あっとほぉーむカフェ
あっとほぉーむカフェ（英語: at-home cafe）は、インフィニア株式会社が運営するメイド喫茶である。

## 概要
開店当初より「萌え萌え〜♪」など、ドリンクに「愛込め」したり、メイドとチェキ撮影やゲームをするサービスがある。一方で、秋葉原界隈でよく見られる様な、コスプレ姿の店員によるビラ配りや客引きを一切行っていない。これは、水商売と勘違いされることによる、メイド喫茶業界のイメージダウンや、ポイ捨てされたビラによって、秋葉原地域の景観や美観に悪影響が出ることを避けているためである。
2005年には、同店のメイドユニット「完全メイド宣言」が、｢萌え〜｣でユーキャン新語・流行語大賞2005トップテンを受賞した。
日本のみならず、世界の報道機関からも取材を受けることもあり、トリップアドバイザーに掲載されている。

## 沿革
- 2004年8月 - サンケイプロモーションアドバンス株式会社（現･リンクアップ株式会社）によりドン・キホーテ秋葉原店のオープンと同時に@home cafe1号店（現・ドンキ店）オープン。
- 2005年11月 - 東京都千代田区外神田に@home cafe本店[4]オープン。
- 2006年3月 - @home lobbyオープン。ドン･キホーテ秋葉原店にグッズ販売店@home SHOPオープン。
- 2006年4月 - @home cafe茶房オープン。
- 2007年3月 - @home cafe宇都宮店オープン。
- 2007年7月 - @home lobbyを閉鎖。@home cafe本店下店として改装オープン。
- 2007年8月 - @home cafe宇都宮店閉店。
- 2007年12月 - @home cafe茶房を@home cafe華として改装オープン。
- 2008年7月
  - @home cafe本店4Fオープン。
  - @home cafe本店を@home cafe本店7Fに改称。
  - @home cafe本店下店を@home cafe本店6Fに改称。
- 2010年3月 - オンライングッズ販売店@home shopオープン。
- 2011年9月1日 - @home cafeの運営会社として、リンクアップ株式会社の100%子会社「インフィニア株式会社」設立。
- 2012年11月1日 - 現役メイドのhitomiがインフィニア株式会社の取締役社長に就任[5]。
- 2012年11月 - 丸山敬太デザインによる新メイド服の着用を開始。
- 2013年7月 - ドンキホーテ5F＠home shopを閉鎖。本店2Fへ移転オープン。
- 2013年12月 - @home cafe華を閉鎖。「串揚げ居酒屋 おもてなし」として改装オープン。
- 2014年3月 - マルホン工業とのタイアップによるパチンコ台、「CR@ほぉ〜むカフェ」が発表[6]。5月より導入。
- 2014年8月 - @home cafe10周年。
- 2015年8月 - トリップアドバイザーの「2015年 エクセレンス認証(Certificate of Excellence)」を受賞[7]
- 2015年8月 - @home cafe本店5Fオープン。
- 2016年2月 - 運営会社のインフィニアが株式会社スペースシャワーネットワークの完全子会社となる[8]。
- 2016年8月 - あっとせぶんてぃーんが期間限定グループとして結成。
- 2017年8月 - あっとせぶんてぃーんが再結成。
- 2017年10月7日 - hitomiが秋葉原観光親善大使に就任[9]。
- 2017年12月 - @home cafe本店3階オープン。
- 2019年6月、@home cafe大阪本店オープン。
- 2019年12月、大阪本店2階オープン。
- 2020年6月、ロゴをリニューアルし、店舗名表記を『あっとほぉーむカフェ（英語名：at-home cafe）』に変更。[10]
- 2021年4月13日、ポムポムプリンカフェ(キャラクターカフェ)原宿店オープン。（あっとほぉーむカフェとのコラボとしてオープン）
- 2021年8月、あっとほぉーむカフェ17周年プロジェクト「めいどいん！」始動。
- 2022年2月12日 - あっとほぉーむカフェ AKIBAカルチャーズZONE店オープン（LとRの2店舗）。
- 2022年2月12日 - あっとほぉーむSHOP、本店2階からAKIBAカルチャーズZONE5階に移転オープン。
- 2022年3月31日 - ポムポムプリンカフェ(キャラクターカフェ)原宿店、あっとほぉーむカフェとのコラボを終了。
- 2022年4月1日 - ポムポムプリンカフェ(キャラクターカフェ)原宿店、大幅リニューアル。運営は引き続きインフィニア株式会社が実施。
- 2024年8月 - あっとほぉーむカフェ20周年記念。

## 運営店舗
- 秋葉原本店（3-7F）
- 秋葉原ドンキ店
- AKIBAカルチャーズZONE店（5F）
- 大阪本店（1-3F）
- 名古屋大須店（2-3F）

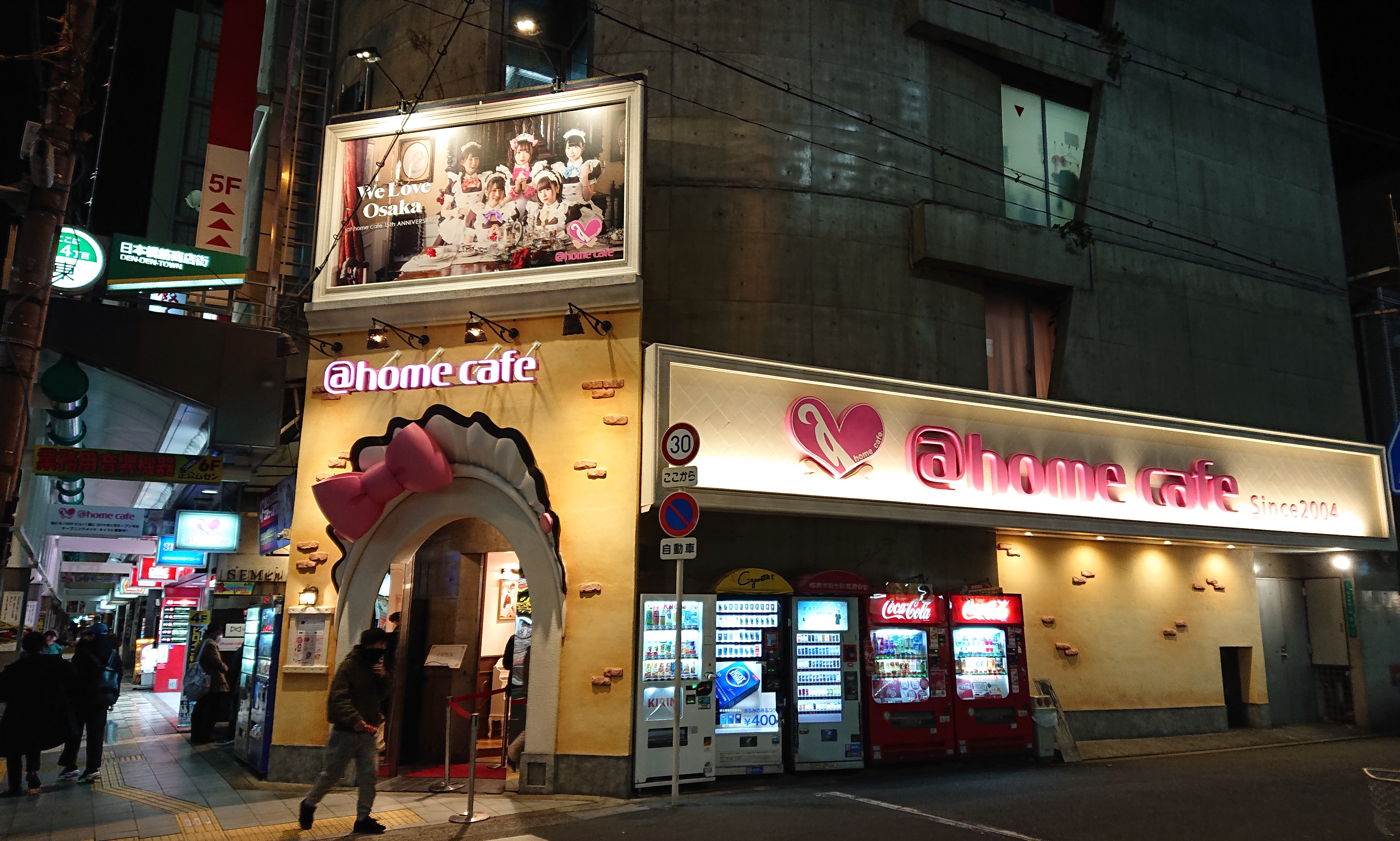
大阪本店

- あっとほぉーむショップ（グッズ販売）（秋葉原店、大阪店）

## ユニット

### あっとぐみ
あっとぐみは、2008年3月12日に結成された、あっとほぉーむカフェで働くメイドユニットの総称。定期的にライブを行い、オリジナルCDなども発売している。

### 完全メイド宣言
所属するメイドによって結成されたあっとほぉーむカフェ所属の音楽ユニット。｢萌え〜｣で、ユーキャン新語・流行語大賞2005トップテンを受賞している。
2005年7月16日、デビューシングルとなる「メイディングストーリー」のリリースと共に結成された。結成時のメンバーはこずえ・ぼう・hitomi・リオン・このみ・ちひろ・りんご・えみ・妃芽・雛姫・ユーリの11人である。
結成から何度かメンバーが入れ替わり、最終的なメンバーはhitomi・このみ・ユーリ・さら・のん・未ちか・りりの7名であり、2007年2月25日に解散。
2014年8月14日、あっとほぉーむカフェ10周年を記念して行われたLIVE『@home cafe Memorial Live』に出演し、期間限定の活動再開を発表した。
元メンバーのうちユーリは「藤崎ルキノ」と改名して女優に転身した。
2023年2月17日、『完全メイド宣言』の命名、作詞作曲がつんく♂によるものである事が「みんなのつんくエンタメTOWN」にて情報解禁された。

#### ディスコグラフィ

##### シングル
| # | タイトル                                 | 発売日         | 備考                                              |
| - | ---------------------------------------- | -------------- | ------------------------------------------------- |
| 1 | メイディングストーリー                   | 2005年7月16日  |                                                   |
| 2 | 新人メイドは胸胸きゅんきゅ〜ん           | 2005年8月31日  |                                                   |
| 3 | 完全メイドのロックリスマス               | 2005年11月30日 | オリコン総合115位 オリコンインディーズチャート2位 |
| 4 | バレンタイン〜愛込めハンドメイドチョコ〜 | 2006年2月1日   | オリコン総合117位                                 |
| 5 | メイドの新シンデレラストーリー           | 2006年7月26日  | オリコン総合172位                                 |
| 6 | いつもいつもご主人様っ!                  | 2015年1月1日   | 期間限定の活動再開時に出されたシングル            |

##### アルバム
| # | タイトル        | 発売日        | 備考                                               |
| - | --------------- | ------------- | -------------------------------------------------- |
| 1 | 完全ベスト宣言1 | 2006年2月15日 | オリコン総合177位 オリコンインディーズチャート14位 |

### Rev:robe
Rev:robe（レブローブ）は、ナギ・あゆ・はぐみの3人からなるユニット。プロデュースはトムス・ミュージック。
2019年2月6日に本店6階で開催されたお披露目イベントにて活動開始。

#### ディスコグラフィ

##### シングル
| # | タイトル    | 発売日        | 備考 |
| - | ----------- | ------------- | --- |
| 1 | Blue Mirage | 2019年4月23日 | テレビ東京系バラエティ番組「じっくり聞いタロウ〜スター近況(秘)報告〜」エンディングテーマ 4月22日付オリコンデイリーチャート8位 |

### めいどいん！
「めいどいん！」を参照

## メディア出演
テレビ
- 爆笑問題のバク天!(TBS)　友近 with 完全メイド宣言　「アキバ系のアイドルになって萌え～を極めてみました」（2006年1月22日）

ラジオ
- RADIO MANIART(THU.) メイドが私服にきがえたら（FM PORT、2019年5月- 2020年6月） 出演者：はかせ、めいぷる → あっとせぶんてぃーん

## 過去に在籍した人物
- 夢眠ねむ[13] - 元・でんぱ組.incメンバー
- 成瀬瑛美 - 元・でんぱ組.incメンバー
- 八坂沙織 - 元 SUPER☆GiRLSメンバー
- 松村香織[14] - 元 SKE48メンバー
- 李始燕 - 元 NMB48メンバー
- 小鳩ミク[15] - BAND-MAIDメンバー
- ななせぐみ - バンドじゃないもん!MAXX NAKAYOSHIメンバー
- ちゃんもも◎ - バンドじゃないもん!MAXX NAKAYOSHIメンバー
- ましろ - 元 CY8ERメンバー
- SHONO - PARADOXXメンバー
- 酒村ゆっけ、- Youtuber
- こんたまみ - 川口市議会議員
- 佐倉絆[16] - 元AV女優
- 夢見照うた - AV女優